# Salim Szakir

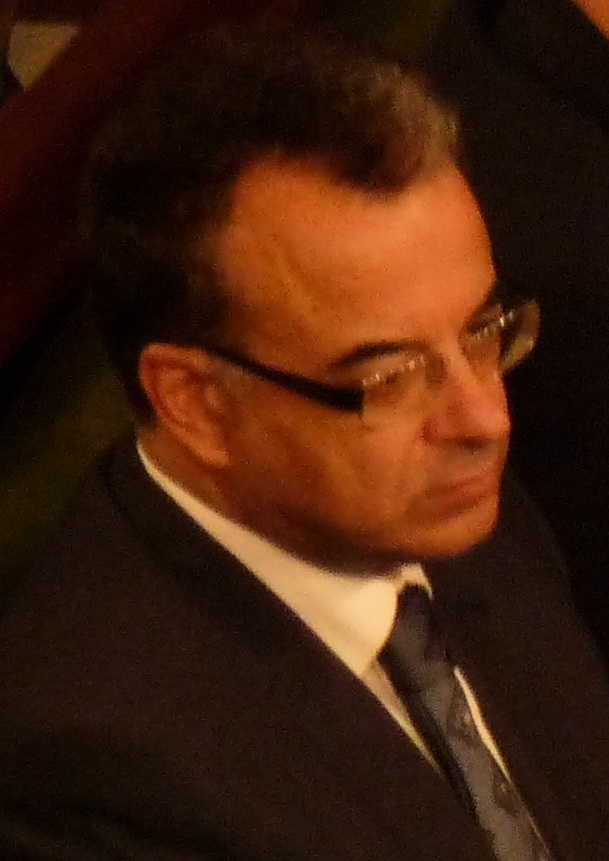
Salim Szakir (2015)

Salim Szakir (arab. سليم شاكر, Salīm Šākir; fr. Slim Chaker; ur. 24 sierpnia 1961 w Safakisie, zm. 8 października 2017) – tunezyjski polityk.
W trakcie swojej kariery politycznej był między innymi doradcą prezydenta Al-Badżi Ka’ida as-Sibsiego. Na miesiąc przed śmiercią został powołany na stanowisko ministra zdrowia w rządzie Jusufa asz-Szahida. Zmarł 8 października 2017 w wyniku zatrzymania akcji serca po tym jak źle się poczuł w trakcie charytatywnego biegu w miejscowości Nabul.